# 내쉬빌 (1975년 영화)
《내쉬빌》(영어: Nashville)은 1975년 개봉한 미국의 풍자 뮤지컬 코미디 드라마 영화이다. 로버트 올트먼이 감독을, 조앤 튝스버리가 각본을 맡았다. 1992년 미국 국립영화등기부에 등재되었다.

## 줄거리
1976년 미국 대통령 선거에 출마한 대체당 후보인 할 필립 워커가 기금 모금 갈라쇼를 위해 내슈빌에 도착한다. 한편, 근처 스튜디오에서는 두 개의 녹음 세션이 진행되고 있다. 한쪽 방에서는 컨트리 슈퍼스타 헤이븐 해밀턴이 미국 독립 200주년을 기념하는 애국가를 녹음하고 있고, 옆방에서는 백인 복음성가 가수 리니아 리스가 역사적 흑인 피스크 대학교의 주빌리 싱어스와 함께 노래를 녹음하고 있다. BBC를 위해 다큐멘터리를 제작하고 있다고 주장하는 영국 여성 오팔은 (비록 그녀는 British Broadcasting Company라고 언급하지만) 세션에 귀를 기울이려 한다.
그날 늦게, 컨트리 가수 바버라 진은 대중이 화상 사고라고 믿는 일(실제로는 신경 쇠약 및 정신 병원 입원이었을 수도 있음) 이후 내슈빌로 돌아온다. 그녀는 내슈빌 국제공항에서 헤이븐과 그의 동료인 나이트클럽 주인 레이디 펄을 포함한 지역 업계 엘리트들의 환영을 받는다. 또한 바버라 진에게 집착하는 일등병 글렌 켈리 일병과, 앨범 녹음을 위해 이 도시에 온 부부 빌과 메리, 기타리스트 톰으로 구성된 인기 포크 트리오도 참석한다. 한편, "L.A. 조안"이라는 이름으로 활동하는 십대 그루피 마사는 삼촌 그린 씨가 공항에서 데리러 온다. 그녀는 죽어가는 이모 에스더를 방문하기 위해 도착했지만, 몰래 음악가들을 쫓을 계획이다. 공항 카페에서 아프리카계 미국인 요리사 웨이드 쿨리와 그의 동료인 웨이트리스 수린은 가수가 되려는 그녀의 열망에 대해 이야기한다.
활주로에서 바버라 진은 일사병으로 쓰러지고, 참석자들은 공항을 떠나지만 차량 연쇄 추돌이 발생하여 발이 묶인다. 소란 속에서 컨트리 가수 지망생 위니프레드는 남편 스타로부터 도망친다. 스타는 바이올린 케이스를 들고 막 마을에 도착한 케니 프레이저를 태워준다. 오팔은 교통 체증을 이용하여 리니아와 아프리카계 미국인 컨트리 가수 토미 브라운을 인터뷰한다. 그날 밤 수린은 오픈 마이크에서 노래 실력이 없음을 보여주지만, 워커의 기금 모금 행사를 위한 엔터테인먼트로 고용된다. 한편, 리니아의 남편 델은 워커의 정치 조직자인 존 트리플렛을 저녁 식사에 초대한다. 식사 내내 리니아는 주로 두 귀머거리 자녀와 소통하는 데 집중한다. 몇 주 전 리니아와 스쳐 지나갔던 톰은 집으로 전화하여 리니아에게 데이트를 신청하지만, 그녀는 그를 단념시킨다. 그날 밤, 화려한 가수 코니 화이트는 바버라 진 대신 그랜드 올 오프리에서 공연한다. 메리는 빌의 실망에도 불구하고 코니의 공연을 놓치고 대신 호텔에서 톰과 섹스를 한다. 병원에서 바버라 진은 코니가 자신을 대신한 것에 대해 매니저 남편 바넷과 다투고, 그는 그녀에게 또 다른 신경 쇠약을 겪고 있다고 비난하며 격렬하게 자신의 우위를 확립한다.
일요일 아침, 레이디 펄, 웨이드, 수린은 가톨릭 미사에 참석하고, 리니아는 흑인 침례교 교회 합창단에서 노래한다. 병원 예배당에서 바버라 진은 휠체어에 앉아 "In the Garden"을 부르고 그린 씨, 켈리 일병 및 다른 사람들이 지켜본다. 오팔은 거대한 자동차 폐차장을 배회하며 녹음기에 관찰 내용을 녹음한다. 헤이븐, 토미, 그리고 그들의 가족들은 스톡 카 레이스에 참석하고, 그곳에서 위니프레드는 작은 무대에서 노래를 부르려 하지만 실패한다. 빌과 메리는 호텔 방에서 다투고 트리플렛의 방해를 받아 갈라쇼에서 공연하도록 고용되고, 톰은 운전사 노먼에게 마약을 구해달라고 한다.
바버라 진이 퇴원한 후, 그녀는 오프리랜드 USA에서 처음에는 강렬한 공연을 펼치지만, 노래 사이에 횡설수설하다가 무대에서 끌려 내려온다. 그녀의 형편없는 공연을 만회하기 위해 바넷은 워커의 갈라쇼에서 그녀의 공연을 약속한다. 한편, 마사는 삼촌 집에서 방을 빌리고 있는 케니를 그의 바이올린 케이스를 열려고 할 때 자극한다. 그날 밤 Exit/In 클럽에서 리니아, 마사, 빌, 메리, 오팔, 노먼, 웨이드는 오픈 마이크에 참석한 사람들 중 일부이다. 톰은 "I'm Easy"를 부르고, 감동받은 리니아는 그의 방으로 돌아가 그곳에서 섹스를 한다. 톰은 여성이 밀회 후에 들러붙고 감정적으로 변하는 것에 익숙하지만, 리니아는 예의 바르면서도 냉담하다. 그녀는 톰이 그녀를 흔들고 질투하게 만들려는 노골적인 시도를 알아채지 못한 채 톰의 방을 떠나 그를 좌절시킨다. 한편, 전원 남성인 워커 기금 모금 행사에서 수린은 노래를 못해서 야유를 받는다. 델과 트리플렛은 그녀에게 갈라쇼 출연을 대가로 스트립쇼를 하도록 설득한다. 술에 취한 델은 나중에 수린에게 접근하지만, 웨이드가 그녀를 구한다. 그는 그녀에게 노래를 못한다고 말하고 자신과 함께 디트로이트로 가자고 설득하려 하지만, 그녀는 "바버라 진과 함께 노래하겠다"고 결심하며 거절한다.
다음 날 아침, 공연자들과 관객들은 워커의 갈라 콘서트를 위해 파르테논에 모인다. 출연진은 헤이븐, 바버라 진, 리니아와 그녀의 합창단, 메리와 톰, 수린으로 구성되어 있다. 위니프레드도 노래를 부르고자 도착한다. 한편, 그린 씨와 케니는 이모 에스더의 장례식에 참석하지 못한 마사를 찾기 위해 갈라쇼에 도착하고, 마사가 빌과 동행하는 것을 발견한다. 무대에서 바버라 진의 공연 중에 케니는 바이올린 케이스에서 총을 꺼내 무대를 향해 총을 쏘기 시작한다. 바버라 진은 총에 맞고, 총알이 헤이븐의 팔을 스친다. 혼란이 벌어진다. 켈리가 케니의 총을 빼앗는다. 바버라 진은 심하게 피를 흘리며 무대 밖으로 옮겨진다. 헤이븐은 군중에게 노래를 부르도록 독려하며 "여기는 댈러스가 아니다"라고 주장하며 군중을 진정시키려 한다. 부상당한 그는 마이크를 위니프레드에게 넘기고, 위니프레드는 주저하며 더 강하게 "It Don't Worry Me"를 부르기 시작하고, 결국 무대에 있던 리니아의 복음성가 합창단도 함께 부른다.

## 출연진
- 데이비드 아킨
- 바버라 백슬리
- 네드 베이티
- 캐런 블랙
- 로니 블레이클리
- 티머시 브라운
- 키스 캐러딘
- 제럴딘 채플린
- 로버트 도키
- 셸리 듀발
- 앨런 가필드
- 헨리 깁슨
- 스콧 글렌
- 제프 골드블룸
- 바버라 해리스
- 마이클 머피
- 크리스티나 레인스
- 버트 렘슨
- 릴리 톰린
- 궨 웰스
- 키넌 윈
- 토머스 핼 필립스

## 기타 제작진
- 협력 제작: 스콧 부슈널, 로버트 에건와일러